# Consuelo Vello Cano
Consuelo Vello Cano, de vegades "Bello Cano" (Madrid, 1884 - 1915), més coneguda com a “La Fornarina”, fou una cantant de cuplets madrilenya, molt activa al Paral·lel barceloní de principis de segle xx.

## Trajectòria
Va néixer a Madrid el maig de 1884, filla de Laureano Vello Álvarez, guàrdia civil natural d'Ourense, i de Benita Cano Rodríguez, bugadera, natural d'El Toboso (Toledo). La seva infància va ser difícil, va començar de nena treballant amb la seva mare i d'adolescent probablement es va dedicar a la prostitució. La seva bellesa li va permetre posar com a model de pintors, com Alejandro Saint-Aubin. L'apel·latiu artístic li va ser donat pel periodista Betegón en record de la musa de Rafael.

## Vida artística
Va estar íntimament relacionada amb José Juan Cadenes Muñoz (1872 – 1947) molt introduït al món de l'espectacle com a poeta i dramaturg i que amb el temps arribaria a ser president de la Societat General d'Autors. Aquest va decidir adaptar per a ella les lletres més cèlebres del music-hall francès, amb textos de contingut picaresc.
La seva carrera es va iniciar com a corista en el Teatre de la Zarzuela de Madrid. En 1902 en el Saló Japonès debuta en El Pachá Bum-Bum i el seu harem, amb un paper mut en el qual es limitava a sortir sobre una safata portada per uns servents damunt la qual era oferta com a regal. L'escena va ser molt sonada perquè es deia que sortia nua, encara que no va anar així: l'artista va sortir amb unes malles blanques molt cenyides i així consta en algunes fotografies de l'espectacle.
Actua a l'agost de 1903 a Barcelona en el teatre Nou Retir i en diversos locals de Paral·lel. A partir de 1904 és considerada una de les “reines” del cuplé. La seva cançó més popular és Clavelitos.
En 1907 debuta a l'Apollo-Théâtre de París i d'allí passa a Berlín, Budapest, Viena, Leipzig, Montecarlo, Londres, Copenhaguen, etc. De nou torna a actuar a Barcelona, però ja en teatres del centre com el Gran Via (1910), Novetats i Bosc (1912) i Tívoli (1913); el 1914 torna a Novetats i de forma esporàdica en locals de Paral·lel. En 1915 va fer una gira per Catalunya amb la companyia italiana d'opereta dirigida per Amadeo Granieri.

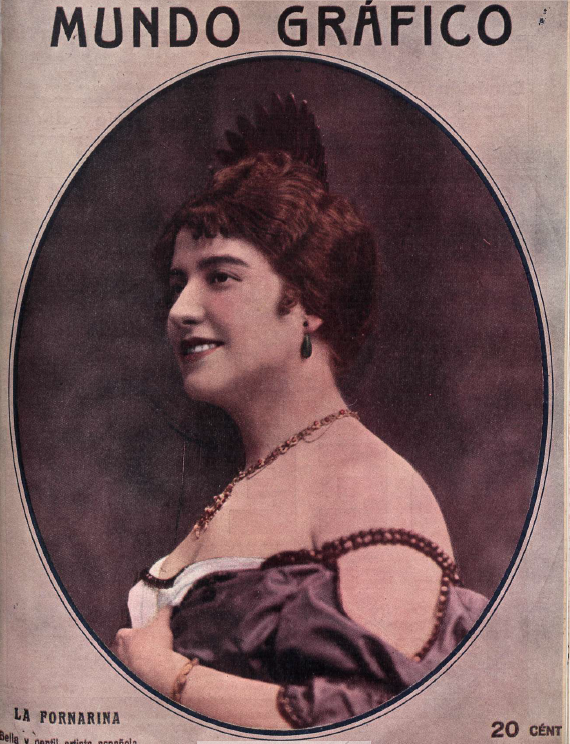
La Fornarina a la portada de Mundo Gráfico, febrer de 1915

A partir de 1913 la seva relació amb José Juan Cadenes es va deteriorant i l'autor donà ordre a la Societat d'Autors perquè no se li permetés cantar les seves cançons.

## Última etapa
Per problemes de salut no viatjà més enllà de Madrid, ja que patia de dolors greus a les seves zones intimes a causa d'avortaments mal practicats i amb mala higiene. En 1915 decidí ser operada, però Consuelo Vello Cano va morir abans, amb trenta-un anys, en el Sanatori del Rosario.
Va ser enterrada en el cementiri de San Isidro, on pot veure's la seva tomba ornada amb un àngel.

## Descripció musical
Com diu Javier Barreiro (Catedràtic de Literatura Espanyola) “La fundadora de la cançó a Espanya cantava mediocrement, no tenia nocions de solfeig, ni oïda, ni memòria musical, encara que la seva veu era de dicció clara i segura en el registre mitjà. Era molt dolenta per ballar i qualsevol tipus d'activitat que exigís coordinació. No obstant això, un dels seus números més famosos va ser “El polichinela”, on cantava accionant ella mateixa una marioneta, a la qual anomenava Tobías. En canvi, era sensible, natural, enginyosa, però molt donada a la mandra. Com a punts dels seus contemporanis pertanyents al gran món, èter i cigarrets egipcis que, molt sovint, contenien hachis o cocaïna. Al contrari que altres col·legues no va tenir passió per les grans fortunes però sí per poetes i artistes. Encara que va tenir un gran amor, li van agradar els homes i va arribar a enganyar a Cadenes, fins i tot abans de la ruptura. No era mà foradada ni li agradava d'impressionar amb joies i grans vestits.”